# Pieśni współczesne (album)
Pieśni współczesne – album Zespołu Pieśni i Tańca Śląsk i Miuosha. Płyta ukazała się 24 września 2021 przez wytwórnię Fandango Records i Narodowe Centrum Kultury. Album został przygotowany w trzech wersjach: podstawowej, rozszerzonej (z dodatkowym utworem) i limitowanej edycji kolekcjonerskiej (trzy płyty winylowe, wydanie CD w wersji poszerzonej oraz książka i dostęp do materiałów cyfrowych jak podcast czy film dokumentalny).
W lutym 2022 nagrania uzyskały certyfikat platynowej płyty, a w marcu 2023 – dwukrotnie platynowej płyty.

## Lista utworów
- PIEŚŃ PIERWSZA feat. SMOLIK
- GORYCZ feat. Organek
- CHMURY feat. Natalia Grosiak
- UTOPIEC feat. Bela Komoszyńska
- DOLINY feat. Jakub Józef Orliński, Marcin Wyrostek
- MANTRA feat. Igor Herbut
- IMPERIUM feat. Ralph Kamiński
- ZMIERZCH feat. Kwiat Jabłoni
- WOŁANIE feat. Błażej Król
- CELINA feat. Julia Pietrucha
- PIEŚŃ OSTATNIA feat. Kora, Kuba Staruszkiewicz[4]